# Parigi-Bruxelles 2009
La Parigi-Bruxelles 2009, ottantanovesima edizione della corsa, valida come evento dell'UCI Europe Tour 2009 categoria 1.HC, si svolse il 12 settembre 2009 su un percorso di 219 km. Fu vinta dall'australiano Matthew Goss, che terminò la gara in 5h 48' 35" alla media di 37,69 km/h.
Furono 162 i ciclisti che portarono a termine la competizione.

## Ordine d'arrivo (Top 10)
| Pos. | Corridore         | Squadra         | Tempo    |
| ---- | ----------------- | --------------- | -------- |
| 1    | Matthew Goss      | Saxo Bank       | 5h48'35" |
| 2    | Allan Davis       | Quick Step      | s.t.     |
| 3    | Kristof Goddaert  | Topsport Vla.   | s.t.     |
| 4    | Kenny Dehaes      | Silence         | s.t.     |
| 5    | Tom Veelers       | Skil-Shimano    | s.t.     |
| 6    | Frédéric Amorison | Landbouwkrediet | s.t.     |
| 7    | Nico Sijmens      | Cofidis         | s.t.     |
| 8    | Romain Feillu     | Agritubel       | s.t.     |
| 9    | Aart Vierhouten   | Vacansoleil     | s.t.     |
| 10   | Aleksej Markov    | Katusha         | s.t.     |